# نتريد الإنديوم والغاليوم

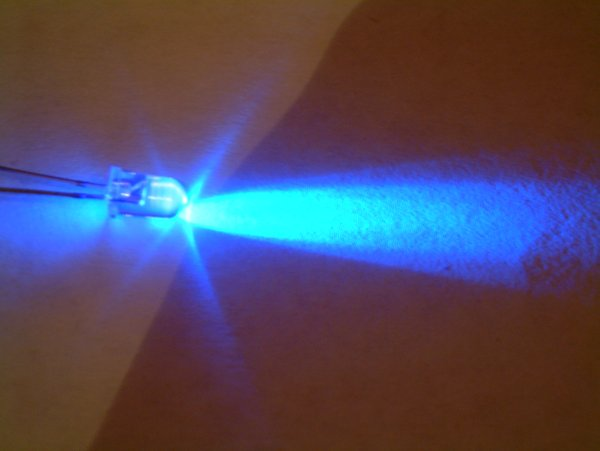
InGaN ضوء أزرق (380–405 نانومتر) من ثنائي باعث للضوء من نتريد الإنديوم والغاليوم

نتريد الإنديوم والغاليوم (InGaN) هو شبه موصل مصنوع من مزيج من نتريد الغاليوم (GaN) ونتريد الإنديوم (InN). يتميز نتريد الإنديوم والغاليوم بأن فجوة النطاق لديه مباشرة بين عنصرين منتميين إلى مجموعتين مختلفتين: المجموعة الثالثة (مجموعة البورون) والمجموعة الخامسة (مجموعة النتروجين). يمكن أن يتم التحكم بفجوة النظاق عن طريق ضبط كمية الإنديوم في السبيكة، وعادة ما تتراوح نسبة عنصر الإنديوم فيها بين 2% إلى 30%.